# Relazioni bilaterali tra Cina e Mongolia
Le relazioni bilaterali tra Cina e Mongolia fanno riferimento ai rapporti diplomatici ed economici tra la Repubblica Popolare Cinese (RPC) e la Mongolia. Queste relazioni sono state a lungo determinate dai rapporti tra la Cina e l'Unione Sovietica, altro vicino della Mongolia e principale alleato fino agli inizi del 1990. Con il riavvicinamento tra URSS e Cina alla fine degli anni '80, anche le relazioni sino-mongole iniziarono a migliorare. Dagli anni '90, la Cina è diventata il principale partner commerciale della Mongolia e numerose imprese cinesi operano in Mongolia.

## Contesto
I popoli Han e Mongoli (così come i loro antenati, i Proto-Mongoli) sono stati in contatto tra loro per millenni.
Tuttavia, nel corso della storia, i regni delle pianure centrali e dell'altopiano mongolo hanno avuto relazioni complicate. La dinastia Tang, in seguito alla sconfitta degli Xueyantuo, istituì il Protettorato Generale per la Pacificazione del Nord nel 647 per governare l'altopiano mongolo. Infatti, durante la dinastia Ming, la costruzione della Grande Muraglia fu ripresa per respingere gli attacchi dei nomadi del nord.
Nel 1271, i Mongoli, sotto Kublai Khan, nipote di Gengis Khan, stabilirono la dinastia Yuan come dinastia cinese e conquistarono tutta la Cina propria nel 1279. Nel 1368, la dinastia Ming rovesciò con successo la dinastia Yuan e la restante corte imperiale fu costretta a ritirarsi a nord, formando così la dinastia Yuan settentrionale.
Durante il periodo Ming, la Grande Muraglia venne rafforzata e avvennero ripetute incursioni Ming nel territorio dello Yuan settentrionale e viceversa. Durante la transizione da Ming a Qing, il monarca dello Yuan settentrionale Ligdan Khan si alleò con i Ming contro la dinastia Qing, venendo tuttavia sconfitto. La Mongolia Interna fu quindi conquistata dai Qing. Nel 1644, la dinastia Ming fu definitivamente rovesciata dai ribelli contadini, sotto Li Zicheng, che stabilirono la brevissima dinastia Shun, presto respinta dalla dinastia Qing. Durante il dominio Qing, dal 1691, la Mongolia interna e la Mongolia esterna furono incorporate nell'impero.

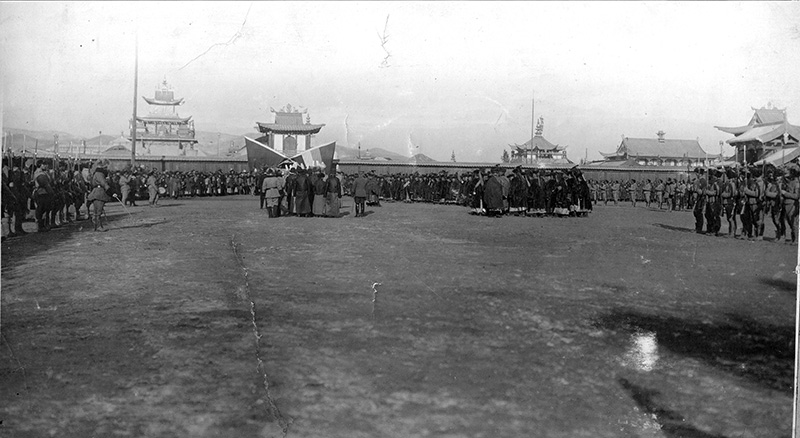
Cerimonia della distruzione dell'autonomia della Mongolia nel 1920

Dopo la caduta della dinastia Qing nel 1911, fu istituita la Repubblica di Cina e la Mongolia esterna dichiarò la sua indipendenza dopo più di 200 anni di dominio cinese. In questo periodo, il governo Beiyang, in qualità di successore dei Qing, rivendicò la Mongolia esterna come territorio cinese. Questa affermazione era infatti prevista nell'editto imperiale di abdicazione dell'imperatore Qing, firmato dall'imperatrice vedova Longyu per conto dell'imperatore Xuantong, di soli sei anni: "[...] la continua integrità territoriale delle terre delle cinque razze, manciù, han, mongoli, hui e tibetani, in un'unica grande Repubblica di Cina" ([...]仍合滿、漢、蒙、回、藏五族完全領土，為一大中華民國). D'altra parte, il governo cinese non aveva alcun controllo stabile sulla regione a causa delle massicce guerre civili nel sud e dell'ascesa dei signori della guerra regionali nel periodo dei signori della guerra. Di conseguenza, la Mongolia esterna cercò il sostegno russo per rivendicare la propria indipendenza. Tuttavia, nel 1919, il generale cinese Xu Shuzheng avanzò nella Mongolia esterna e ne annullò l'indipendenza. Nel 1921, le forze cinesi furono cacciate dalle forze russe bianche, guidate dal barone Roman von Ungern-Sternberg. Solo alcuni mesi dopo furono cacciati dall'Armata Rossa della Repubblica Socialista Federativa Sovietica Russa, dalla Repubblica dell'Estremo Oriente e dalle forze mongole filo-sovietiche. Nel 1924, fu proclamata la Repubblica Popolare Mongola. Con l'inizio dell'invasione giapponese della Cina, furono compiuti pochi sforzi per ristabilire il controllo cinese sulla Mongolia esterna.
Dopo la fine della seconda guerra mondiale, la Repubblica di Cina, guidata dal Kuomintang, fu costretta ad accettare formalmente l'indipendenza della Mongolia esterna sotto pressione sovietica, ma questo riconoscimento fu revocato nel 1953. Nel 1949, i comunisti vinsero la guerra civile cinese e riconobbero ufficialmente lo status di indipendenza della Mongolia.

## Epoca comunista

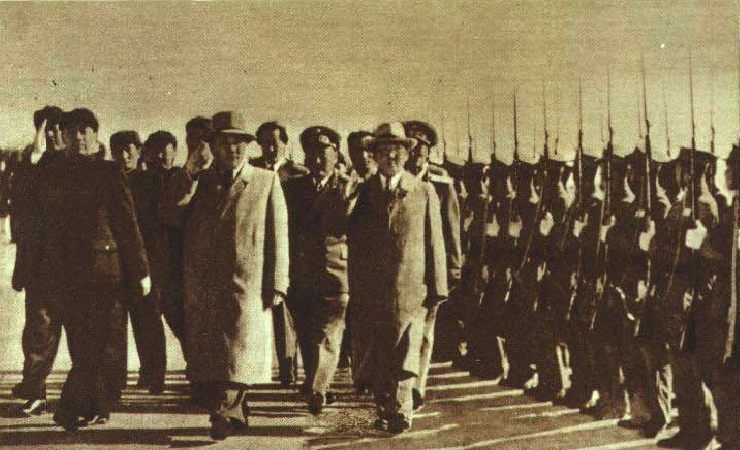
Yumjaagiin Tsedenbal a Pechino nel 1952

La Repubblica Popolare Cinese stabilì relazioni diplomatiche con la Mongolia il 16 ottobre 1949, ed entrambe le nazioni firmarono un trattato di confine nel 1962.
Con la crisi sino-sovietica, la Mongolia si allineò con l'Unione Sovietica e chiese il dispiegamento di forze sovietiche, portando a problemi di sicurezza in Cina. Di conseguenza, i legami bilaterali rimasero tesi fino al 1984, quando una delegazione cinese di alto livello visitò la Mongolia ed entrambe le nazioni iniziarono a sorvegliare e delimitare i propri confini. 
Il segretario generale mongolo Jambyn Batmönkh, durante un incontro con il presidente Kim Il-sung a Pyongyang, nel novembre 1986, affermò che "rinnovare lo sviluppo delle relazioni sino-mongole è importante per l'interesse comune dei popoli dei nostri due paesi". Nel 1986, venne firmata una serie di accordi per rafforzare il commercio e stabilire collegamenti di trasporto e aerei. Nel 1988, entrambe le nazioni firmarono un trattato sul controllo delle frontiere. La Mongolia iniziò anche a sostenere una politica più indipendente e perseguì legami più amichevoli con la Cina.

## Periodo moderno

Paesi che hanno firmato documenti di cooperazione relativi alla Nuova via della seta

Nel periodo successivo alla guerra fredda, la Cina ha compiuto passi importanti per normalizzare le sue relazioni con la Mongolia, sottolineando il suo rispetto per la sovranità e l'indipendenza di quest'ultima. Nel 1994, il premier cinese Li Peng ha firmato un trattato di amicizia e cooperazione. 
Negli anni, la Cina è diventata il principale partner commerciale e fonte di investimenti esteri della Mongolia. Il commercio bilaterale ha raggiunto 1,13 miliardi di dollari nei primi nove mesi del 2007, registrando un aumento del 90% rispetto al 2006.
La Cina ha offerto alla Mongolia il permesso di utilizzare il porto di Tientsin per dare ad essa e alle sue merci l'accesso al commercio all'interno della regione dell'Asia Pacifica. La Cina ha inoltre ampliato i suoi investimenti nelle industrie minerarie della Mongolia, dandole accesso alle risorse naturali del paese.
Oggigiorno, la Mongolia partecipa alla Nuova via della seta. È probabile che la Cina sosterrà l'adesione della Mongolia all'Asia Cooperation Dialogue (ACD) e all'Asia-Pacific Economic Cooperation (APEC), e le concederà lo status di osservatore nell'Organizzazione per la cooperazione di Shanghai.